# اثنا عشري الوجوه
اِثْنَا عَشَرِيِّ الوجوه أو متعدد السطوح الاثنا عشري أو الثِّنْعَشري السطوح أو متعدد الأوجه الاثنا عشري (بالإنجليزية: Dodecahedron)‏ في الهندسة الرياضية عبارة عن متعدد سطوح له اثنا عشر سطحاً أو وجهاً، لكن غالبا ما يقصد به الشكل المنتظم، أي أن يكون مؤلفا من اثني عشر خماسي أضلاع.